# Японска писменост
Японската писменост използва комбинация от приспособени китайски логограми (канджи) и сричкова кана. Към средата на VII век от кана се развива хирагана, а към VIII век възниква и катакана.
По-късно японската писменост се развива и опростява до 46 знака със 71 диактрици и днес съществува в 2 форми:
- катакана – само за транскрипция на чужди имена и думи и за предаване на звукоподражания;
- хирагана – за всички останали случаи.

Пише се отвесно и от дясно наляво.
Редовно се използват няколко хиляди канджи, произлизащи от китайски логограми. Съществуват и японски канджи, измислени в Япония. Всяко има определено значение (или няколко значения), като повечето могат да се произнасят по различни начини, в зависимост от контекста. Към 2010 г. от японските ученици в средното образование се очаква да научат 2136 канджи. Общият брой канджи е над 50 000, като е слабо вероятно някой японец да ги знае всичките.
Латинизираният вариант (използван главно от чужденци) на японския се нарича ромаджи.